# Jáder Moreira de Carvalho
Jáder Moreira de Carvalho (Quixadá, 29 de dezembro de 1901 — Fortaleza, 7 de agosto de 1985) foi um jornalista, advogado, professor e escritor brasileiro.

## Biografia
Nasceu em Quixadá no distrito de Serra do Estêvão, hoje Dom Maurício em 29 de dezembro de 1901, filho de Francisco Adolfo Carvalho e Rita Moreira. Em sua infância e juventude vivenciou sucessivas secas inclusive a de 1915, acompanhando o êxodo rural, os crimes políticos da época, as brigas pela terra, o latifúndio, a fome e a miséria associadas à pobreza da população cearense.
Iniciou sua atuação em 1917, na cidade de Iguatu quando seu pai arrendou uma tipografia ociosa, pertencente a um farmacêutico chamado Arnoud. Nesta tipografia imprimiu um semanário de letras com escritos próprios além de sonetos de Olavo Bilac. Estudou com o pai, no Ateneu Quixadense, e no Liceu do Ceará, em Fortaleza, onde, anos mais tarde, foi professor, inspetor regional e catedrático. Aos 20 anos já era considerado um dos maiores intelectuais da época. Em 1922, com apenas 21 anos, despontava como destaque entre os novos escritores da literatura cearense.
Como jornalista fundou o jornal socialista A Esquerda em 1928. No mesmo ano, em parceria com outros pioneiros do movimento modernista no Ceará, lança "O Canto Novo da Raça". Em 1929, passa a pertencer ao grupo modernista Maracajá. Em 1931 lança "Terra de Ninguém" e, a este, seguem-se vários outros livros de versos. No mesmo ano, sai graduado em direito da Faculdade de Direito do Ceará.
Por divulgar as ideias do Partido Comunista Brasileiro (PCB) e por criticar duramente o governo de Getúlio Vargas foi condenado pelo Tribunal de Segurança Nacional do Estado Novo acusado de divulgar o marxismo. Permaneceu preso de 1943 a 1945. Nessa época, na companhia de outros dissidentes do PCB, fundou a Esquerda Democrática, embrião do Partido Socialista Brasileiro (PSB). Depois, a convite de Paulo Sarasate, foi articulista do jornal O Povo.
Fundou o Diário do Povo em 1947 onde atuou até 1961.
| “ | (...)O meu jornal [Diário do Povo] era uma exceção dentro do jornalismo brasileiro. Apesar de pequeno, humilde, um jornal de província, lá realizei a verdadeira democracia. (...) | ” |

Pertenceu à Academia Cearense de Letras, onde ocupou a cadeira nº 14, à Sociedade Brasileira de Sociologia e ao Instituto do Nordeste. Em 1974, com a morte de Cruz Filho, foi eleito Príncipe dos Poetas Cearenses, prêmio concedido o melhor dentre os poetas vivos do Estado.
Casou-se com a contista Margarida Sabóia de Carvalho com quem teve sete filhos.
Jáder de Carvalho morreu aos 83 anos.

## Obra
A obra de Jáder de Carvalho é composta por uma literatura caracterizada por sofisticado valor estético e social.
Estreou, em 1928, com "O Canto Novo da Raça", obra dividida com Sidney Neto, Franklin Nascimento e Mozart Firmeza, pioneiros do movimento modernista no Ceará. Colaborou ainda nos suplementos literários Maracajá, do jornal O Povo, e Cipó de Fogo - ambos, de vida breve, circulavam em Fortaleza.  Em 1931, participou diretamente do surgimento do Modernismo cearense com o lançamento do livro de poemas "Terra de Ninguém".
Como ficcionista, publicou os seguintes romances, todos de cunho social: "Classe Média" e "Doutor Geraldo" (1937), "A Criança Vive' (1945), "Eu Quero o Sol" (1946), "Sua Majestade, o Juiz" (1962) e "Aldeota" (1963).
Entre os temas sociológicos, publicou os livros: "O Problema Demográfico" (1930), "O Índio Brazileiro" (1930) e "O Povo Sem Terra" (1935).
Um dos seus livros de poesias mais famosos é "Terra Bárbara" (1965), onde reuniu diversos poemas, entre os quais, "Em Louvor de Quixeramobim", "Terra Bárbara", "Nordeste de Lampião", "Lampião", "Terra", "Padre Cícero", "São Francisco de Canindé", "Luz e Força", "A Guerra Acreana", "A Seca dos Inhamuns" e "Dobrai, Ó Sinais do Natal".